# Duets (Хор)
«Duets» (рус. Дуэты) — четвёртый эпизод второго сезона американского музыкального телесериала «Хор», показанный телеканалом Fox 12 октября 2010 года. В серии к хору присоединяется новичок Сэм Эванс, и все получают новое недельное задание — разбиться на пары и исполнить песни дуэтом. Курт подозревает Сэма в нетрадиционной сексуальной ориентации и выбирает его в качестве партнёра по дуэту, однако ошибается; в итоге Курт остаётся без пары, а Сэм исполняет песню с Куинн. В эпизоде прозвучали кавер-версии семи песен, в том числе финальный мэшап «Happy Days Are Here Again» и «Get Happy» Барбры Стрейзанд и Джуди Гарленд соответственно. Композиции «River Deep — Mountain High» и «Lucky» вошли в альбом Glee: The Music, Volume 4, а «Don’t Go Breaking My Heart» была включена в четвёртый мини-альбом Glee: The Music, Love Songs. В серии не появляется актёр Марк Саллинг, который исполняет роль Пака, что вызвало спекуляции о его якобы проблемах с создателями сериала и условиями контракта, которые могут не позволить ему продолжать участие в сериале. Однако отсутствие Пака помогло устояться персонажу Корда Оверстрита — Сэму Эвансу, который завёл роман с Куинн, бывшей девушкой Пака. По словам Райана Мёрфи персонаж Сэма изначально задумывался как романтический интерес Курта, однако сюжетная линия была скорректирована.

## Сюжет
Руководитель хора Уилл Шустер (Мэтью Моррисон) решает устроить соревнование, поделив студентов на пары. Тот, чей дуэт выиграет, получит ужин за счёт Шустера в ресторане Breadstix. А так как Пак (Марк Саллинг) заключён под стражу за кражу банкомата, в хор приходит новичок Сэм Эванс (Корд Оверстрит). Курт (Крис Колфер) начинает подозревать, что Сэм является геем, и просит его стать партнёром по дуэту. Курт рассказывает об этом Финну (Кори Монтейт), и тот пытается убедить Курта, что Сэм не гей, а партнёрство с Куртом может не пойти на пользу Сэму, так как ориентацию Курта не приемлют некоторые студенты школы, и если Сэм будет петь с ним дуэтом, в конечном счёте сделает его изгоем. Несмотря на это, Сэм решает выполнять данное Курту слово и спеть с ним, а Курт проигнорировал замечания Финна, так как всё ещё злился на него из-за ссоры, когда они жили в одной комнате. Позже отец Курта, Барт (Майк О’Мэлли), напоминает сыну, к чему привела его влюблённость в Финна в прошлом году, и советует ему отказаться от дуэта с Сэмом. Курт соглашается и исполняет импровизированный дуэт с самим собой, спев песню «Le Jazz Hot!» из мюзикла «Виктор/Виктория».
Сантана (Ная Ривера) делает дуэт с Бриттани (Хизер Моррис), однако позже решает, что её лучший шанс победить — спеть с Мерседес (Эмбер Райли). Они поют «River Deep — Mountain High» вместе, а в пару Бриттани достаётся Арти (Кевин Макхейл), с которым они начинают встречаться. Арти занимается сексом с Бриттани, и прежде, чем они представляют свой номер, Сантана говорит Арти, что Бриттани переспала с ним, чтобы заполучить в партнёры по дуэту. Арти отказывается петь с Бриттани. Тина (Дженна Ашковиц) и её бойфренд Майк (Гарри Шам-мл.) спорят о том, стоит ли им делать совместный дуэт, так как Майк больше специализируется на танцах, чем на вокале. В итоге Майк соглашается спеть с ней, и они готовят номер на песню «Sing!» из мюзикла A Chorus Line. Это становится первой сольной партией Майка в хоре и удостаивается похвалы Уилла Шустера.
Финн и его подруга Рейчел (Лиа Мишель) готовят песню «Don’t Go Breaking My Heart», однако Рейчел решает, что они должны намеренно саботировать своё выступление и подстроить выигрыш Сэма, что позволило бы им удержать его в хоре. Однако всё случается так, как и предсказывал Финн: Сэм становится мишенью школьных хулиганов, которые традиционно обливают его замороженным коктейлем. Куинн помогает ему очистить одежду, и Сэм предлагает ей подготовить дуэт. Между тем Финн и Рейчел, одетые как священник и школьница, поют «With You I’m Born Again» Билли Престона, что оказывается ожидаемым провалом. Сэм и Куинн исполняют «Lucky» Джейсона Мраза. Во время голосования все хористы отдают голос за себя, кроме Финна и Рейчел, которые голосуют за Сэма и Куинн, и они выигрывают конкурс. Во время обеда в Breadstix Куинн оказывает Сэму знаки внимания и говорит, что это можно счесть за их первое свидание.
Заметив, что Курт подавлен и тяжело переживает факт того, что он — единственный открытый гей в школе, Рейчел решает поддержать его. Она говорит, что хор высоко ценит его, и просит исполнить с ней дуэт вне зачёта. Они поют мэшап «Happy Days Are Here Again» и «Get Happy» для остальных членов хора.

## Реакция
В США «Duets» посмотрели 11,36 млн телезрителей, что стало самым высоким рейтингом вечера и несколько выше, чем у предыдущего эпизода «Grilled Cheesus». В Канаде эпизод посмотрели 2,25 млн человек, что позволило ему занять седьмую строчку в недельном рейтинге телепрограмм. В Великобритании серию увидели 2,51 млн зрителей, что сделало наивысшей цифрой недели для кабельных телеканалов E4 и E4+1 и второй в кабельной сети в целом.
Эпизод получил преимущественно положительные отзывы критиков; многие высоко оценили как сюжетную линию, так и подбор песен. В эпизоде впервые был показан поцелуй Сантаны и Бриттани, о чём ранее были только намёки, и вопрос нетрадиционной ориентации Сантаны был предметом спора среди зрительской аудитории. Обозреватель ЛГБТ-сайта AfterEllen.com Кристин Кит назвала серию «самой странной серией любого телесериала, когда-либо транслировавшегося на телевидении». New York Times назвали её «до этого момента лучшей в сезоне» и похожей на «старую школу „Хора“»; похожее мнение высказал Реймонд Фландерс из The Wall Street Journal, по словам которого эпизод напомнил ранние серии «Хора», когда зритель «одновремённо удивлён, шокирован и удовлетворён». Бобби Хакинсон из Houston Chronicle отметил также отсутствие «трюков»: «Никакой Бритни, никаких приглашённых звёзд».